# 에드워드 장형왕
에드워드 장형왕(고대 영어: Ēadƿeard Ieldra, 영어: Edward the Elder)은 899년부터 924년까지 웨식스를 다스린 왕이다. 그는 874년 앨프레드 대왕과 에알스위스 사이에서 태어났다. 에드워드가 왕위에 올랐을 때 그는 알프레드의 형이자 전임자인 애설레드의 아들로서 왕위 계승권을 지녔던 애설월드의 반란을 물리쳤다.
에드워드의 아버지인 앨프레드는 871년 애설레드를 계승하여 웨식스의 왕이 되었는데, 878년 에딩턴 전투에서 바이킹에게 결정적인 승리를 거두기 전까지 데인족 바이킹에게 밀리고 있었다. 에딩턴 전투 이후에도 바이킹은 여전히 노섬브리아, 이스트앵글리아 및 동부 머시아를 통치하고 있었고 웨식스만 바이킹의 지배를 받지 않았다. 880년대 초 앵글로색슨족의 통치하에 있는 머시아 서부의 통치자였던 애설레드는 앨프레드의 지배권을 받아들이고 그의 딸 애설플래드와 결혼했으며, 약 886년경 앨프레드는 새로이 덴마크의 통치를 받지 않는 모든 앵글로색슨인들의 통치자로서 앵글로색슨인의 왕이라는 칭호를 사용했다.
910년에 머시아와 웨식스 군대는 노섬브리아 군대에 결정적인 패배를 가하여 북부 바이킹의 위협을 종식시켰다. 910년대에 에드워드는 911년에 머시아의 애설레드가 사망한 후 머시아의 여인이라는 이름으로 머시아의 지도자 자리를 계승한 애설플래드와 협력하여 바이킹이 통치하던 영국 남부를 정복했다. 918년 6월 애설플래드가 죽고 그녀의 딸 앨프윈은 잠시 동안 머시아의 두 번째 여인이 되었지만, 그 해 12월 에드워드는 그녀를 웨식스로 데려온 후 머시아에 직접적인 통치권을 행사하기 시작하였다. 910년대 말에 그는 웨식스, 머시아 및 이스트앵글리아를 통치했고 노섬브리아만이 바이킹 통치하에 남아 있었다. 924년 에드워드는 체스터에서 머시아와 웨일스의 반란을 직면하고 그것을 진압한 직후 7월 17일 사망하였으며, 그의 장남인 애설스탠이 왕위를 계승하였다.